# クリスマス・ツリー (映画)
『クリスマス・ツリー』（L'Arbre de Noël／The Christmas Tree）は1969年のフランスの映画。ミシェル・バタイユの同名ベストセラー小説を映画化した作品。
テレンス・ヤング監督。出演はウィリアム・ホールデンなど。

## キャスト
| 役名       | 俳優                   | 日本語吹替 | 日本語吹替   |
| 役名       | 俳優                   | TBS版      | 日本テレビ版 |
| ---------- | ---------------------- | ---------- | ------------ |
| ローラン   | ウィリアム・ホールデン | 黒沢良     | 木村幌       |
| パスカル   | ブルック・フラー       | 内海敏彦   | 難波克弘     |
| カトリーヌ | ヴィルナ・リージ       |            | 吉野佳子     |
| ベルダン   | ブールヴィル           |            | 滝口順平     |
| 医者       | マリオ・フェリチアーニ |            |              |

- TBS版：初回放送1975年12月22日『月曜ロードショー』
- 日本テレビ版：初回放送1978年12月27日『水曜ロードショー』※KADOKAWAから発売のDVD・BDに収録。

## スタッフ
- 監督：テレンス・ヤング
- 製作：ロベール・ドルフマン
- 原作：ミシェル・バタイユ
- 脚本：テレンス・ヤング、ピエール・デュメイエ、ジャン・オーランシュ
- 撮影：アンリ・アルカン
- 音楽：ジョルジュ・オーリック